# Kyselina bromičná
Kyselina bromičná (HBrO3) je jednou ze čtyř kyslíkatých kyselin vytvářených bromem. Lze ji získat až v 50% vodném roztoku. Vzniká rozpouštěním bromu ve vodě za současné přítomnosti chloru:
Br2 + 5 Cl2 + 6 H2O → 2 HBrO3 + 10 HCl
Praktické využití mají její soli, které se nazývají bromičnany. Anion BrO3 má náboj −1. Bromičnany se používají jako okysličovadla. Připravují se rozkladem bromnanů:
3 NaBrO → NaBrO3 + 2 NaBr
Bromičnany se také mohou připravit tavením chlorečnanu draselného s bromidem draselným:
KClO3 + KBr → KBrO3 + KCl
Jejich reakcí s roztoky bromidů vzniká volný brom:
KBrO3 + 5 KBr + 6 HCl → 3 Br2 + 6 KCl + 3 H2O